# 螯形棘隙吸虫
螯形棘隙吸虫（学名：Echinochasmus mordax）为棘口科棘隙属的动物。分布于埃及、刚果、俄罗斯、瑞典以及中国大陆的福建等地，营寄生生活，终末宿主家狗、红胸秋沙鸭、鹈鹕、卷羽鹈鹕以及寄生于肠。该物种的模式产地在福建。